# Ключ 40
| 宀                     | 宀          | 宀          |
| ---------------------- | ----------- | ----------- |
| 39                     | 40          | 41          |
| Піньінь:               | 宝盖 bǎogài | 宝盖 bǎogài |
| Чжуїнь:                |             |             |
| Вейд-Джайлз:           |             |             |
| Ютпхін:                |             |             |
| Он:                    |             |             |
| Кун:                   |             |             |
| Кандзі:                |             |             |
| Хун:                   | 면          | 면          |
| Им:                    | 집          | 집          |
| Індекс у Вікісловнику: | 宀          | 宀          |

Ключ 40 (宀, в юнікоді ) — один з 31 (з загальної кількості 214) ієрогліфічних ключів, який записується 3 лініями.

## Ієрогліфи
| кількість рисок | ієрогліфи                                |
| --------------- | ---------------------------------------- |
| без додаткових  | 宀                                       |
| 2 додаткові     | 宁宂它宄                                 |
| 3 додаткові     | 宅宆宇守安                               |
| 4 додаткові     | 宊宋完宍宎宏宐宑宒                       |
| 5 додаткових    | 宓宔宕宖宗官宙定宛宜宝实実宠审           |
| 6 додаткових    | 客宣室宥宦宨宩宪宫                       |
| 7 додаткових    | 宧宬宭宮宯宰宱宲害宴宵家宷宸容宺宻宼宽宾 |
| 8 додаткових    | 宿寀寁寂寃寄寅密寇寈                     |
| 9 додаткових    | 寊寋富寍寎寏寐寑寒寓寔寕                 |
| 10 додаткових   | 寖寗寘寙寚寛寜寝                         |
| 11 додаткових   | 寞察寠寡寢寣寤寥實寧寨                   |
| 12 додаткових   | 審寪寫寬寭寮                             |
| 13 додаткових   | 寯寰                                     |
| 14 додаткових   | 寱寲                                     |
| 16 додаткових   | 寳寴寵                                   |
| 17 додаткових   | 寶                                       |
| 18 додаткових   | 寷                                       |